# LA 투 베가스
《LA 투 베가스》(영어: LA to Vegas)는 2018년에 방영된 미국의 시트콤이다.